# Список серий аниме One Piece (серии 517—578)
Здесь представлен список серий 517—578 аниме One Piece, их краткое содержание, даты выхода на родине, а также главы манги, по которым они сняты. Сезон делится на сюжетные арки — фрагменты сериала, объединённые общим сюжетом. Некоторые сюжетные арки являются экранизацией событий манги, изображённых на обложках различных глав.

## Список серий

### Возвращение на Сабаоди
| №   | Название серии | Экранизированные главы манги | Премьера             |
| --- | --- | ---------------------------- | -------------------- |
| 517 | Начало новой главы! Воссоединение Соломенных! «Shinshō Kaimaku — Saishūketsu! Mugiwara no Ichimi» (新章開幕 再集結! 麦わらの一味)           | 598                          | 2 октября 2011 года  |
| 518 | Взрывная ситуация! Луффи против своего двойника! «Isshoku Sokuhatsu! Luffy tai Nise-Rufi» (一触即発! ルフィVSニセルフィ)                    | 598, 599                     | 9 октября 2011 года  |
| 519 | Дозор уже в пути! Соломенные шляпы в опасности! «Kaigun Shutsudō — Nerawareta Mugiwara no Ichimi» (海軍出動 狙われた麦わらの一味)           | 599, 600                     | 16 октября 2011 года |
| 520 | Собрание больших шишек! Угроза от фальшивых Соломенных шляп «Ōmono Shūketsu — Nise Mugiwara Ichimi no Kyōi» (大物集結 ニセ麦わら一味の脅威) | 600                          | 23 октября 2011 года |
| 521 | Битва началась! Покажи, чему научился! «Sentō Kaishi! Misero Shugyō no Seika!» (戦闘開始! 見せろ修行の成果!)                                | 601                          | 30 октября 2011 года |
| 522 | Все вместе! Луффи отправляется в Новый свет! «Zen'in Shūgō - Rufi Shin Sekai e no Funade» (全員集合 ルフィ新世界への船出)                   | 602                          | 6 ноября 2011 года   |

### Остров Рыболюдей
| №   | Название серии | Экранизированные главы манги | Премьера              |
| --- | --- | ---------------------------- | --------------------- |
| 523 | Удивительный факт! Защитник «Санни»! «Kyōkaku no Shinjutsu - Sanī-go o Mamotta Otoko» (胸郭の真実 サニー号を守った男)                         | 603                          | 13 ноября 2011 года   |
| 524 | Смертельный бой под водой! Демон океана наносит удар! «Kaichū no Shitō - Arawareta Ōunabara no Akuma» (海中の死闘 現れた大海原の悪魔)         | 604, 605                     | 20 ноября 2011 года   |
| 525 | Затерянные в глубоком море! Соломенные шляпы разделены! «Shinkai de Sōnan - Hagureta Mugiwara no Ichimi» (深海で遭難 逸れた麦わらの一味)      | 605, 606                     | 27 ноября 2011 года   |
| 526 | Извержение подводного вулкана! Плывём на Остров Рыболюдей! «Kaitei Kazan Funka! Nagasarete Gyojin-tō» (海底火山噴火! 流されて魚人島)          | 606, 607                     | 4 декабря 2011 года   |
| 527 | Прибытие на Остров рыболюдей! Прекрасные русалки! «Gyojin-tō Jōriku - Uruwashiki Ningyo-tachi» (魚人島上陸 うるわしき人魚たち)                | 607, 608                     | 11 декабря 2011 года  |
| 528 | Всплеск возбуждения! Жизнь Санджи под угрозой! «Kōfun bakuhatsu! Sanji seimei no kiki!» (興奮爆発! サンジ生命の危機!)                         | 609                          | 18 декабря 2011 года  |
| 529 | Гибель острова рыболюдей?! Пророчество Шарли! «Gyojin-tō metsubō!? Shārī no yogen» (魚人島滅亡!? シャーリーの予言)                            | 610                          | 25 декабря 2011 года  |
| 530 | Король острова рыболюдей! Нептун, бог моря! «Gyojin-tō no ō - Kaishin Nepuchūn!» (魚人島の王 海神ネプチューン!)                               | 611                          | 8 января 2012 года    |
| 531 | Дворец Рюгу! Спасённая акула — наш проводник! «Ryūgū-jō! Tasuketa Same ni Tsurerarete!» (竜宮城! 助けた鮫に連れられて!)                       | 612                          | 15 января 2012 года   |
| 532 | Трусиха и плакса! Принцесса в Ракушечной башне! «Yowamushi de Nakimushi! Kōkakutō no Ningyo-hime» (弱虫で泣虫! 硬殻塔の人魚姫)                | 613                          | 22 января 2012 года   |
| 533 | Чрезвычайная ситуация! Дворец Рюгу захвачен! «Kinkyū Jitai Hassei - Senkyo Sareta Ryūgū-jō» (緊急事態発生 占拠された竜宮城)                   | 614                          | 29 января 2012 года   |
| 534 | Дворец Рюгу в шоке! Похищение Сирахоси! «Ryūgū-Jō Gekishin! Shirahoshi Yūkai Jiken» (竜宮城激震! しらほし誘拐事件)                            | 614, 615                     | 5 февраля 2012 года   |
| 535 | Ходи атакует! План Мести начался! «Hōdi shūrai - Fukushū keikaku no hajimar» (ホーディ襲来 復讐計画の始まり)                                  | 616                          | 12 февраля 2012 года  |
| 536 | Битва во Дворце Рюгу! Зоро против Ходи! «Ryūgū-jō no Kessen! Zoro tai Hōdi» (竜宮城の決戦! ゾロVSホーディ)                                    | 617                          | 19 февраля 2012 года  |
| 537 | Защищая Сирахоси! Деккен идёт по пятам! «Shirahoshi o Mamore! Dekken no Tsuigeki» (しらほしを守れ! デッケンの追撃)                            | 618                          | 26 февраля 2012 года  |
| 538 | Соломенные шляпы побеждены? Ходи захватывает дворец Рюгу! «Ichimi Haiboku!? Hōdi Ryūgū-jō Seiatsu» (一味敗北!? ホーディ竜宮城制圧)            | 619                          | 4 марта 2012 года     |
| 539 | Тяжёлые воспоминания! Нами и Пираты рыболюдей! «Yomigaeru In'nen! Nami to Gyojin Kaizoku-dan!» (蘇る因縁! ナミと魚人海賊団!)                  | 620                          | 18 марта 2012 года    |
| 540 | Герой, освободивший рабов! Мореплаватель Тайгер! «Dorei Kaihō no Eiyū - Bōkenka Taigā» (奴隷解放の英雄 冒険家タイガー)                        | 621, 622                     | 25 марта 2012 года    |
| 541 | Адмирал Кидзару! Ловушка для Тайгера! «Kizaru Tōjō! Taigā o Nerau Wana» (黄猿登場！タイガーを狙う罠！)                                        | 620, 621, 622                | 1 апреля 2012 года    |
| 542 | Команда сформирована! Спасти Чоппера!(Специальный эпизод) «Chīmu Kessei! Choppā o Sukue» (チーム結成! チョッパーを救え)                       | Нет (филлер)                 | 8 апреля 2012 года    |
| 543 | Смерть героя! Шокирующая правда о Тайгере! «Eiyū no Saigo - Taigā Shōgeki no Shinjitsu» (英雄の最期 タイガー衝撃の真実)                       | 623                          | 15 апреля 2012 года   |
| 544 | Раскол Пиратов Солнца! Дзимбэй против Арлонга! «Kaizokudan Bunretsu - Jinbē tai Āron» (海賊団分裂 ジンベエVSアーロン)                         | 623, 624                     | 22 апреля 2012 года   |
| 545 | Дрожащий остров рыболюдей! Вмешательство драконьего племени! «Yureru Gyojin-tō! Hyōchakushita Tenryūbito» (揺れる魚人島! 漂着した天竜人)      | 624, 625                     | 29 апреля 2012 года   |
| 546 | Трагедия! Выстрел в будущее! «Totsuzen no Higeki! Mirai o Tozasu Kyōdan» (突然の悲劇! 未来を閉ざす凶弾)                                       | 625, 626                     | 6 мая 2012 года       |
| 547 | Обратно в настоящее! Шаг Ходи! «Futatabi Genzai e! Ugokidasu Hōdi» (再び現在へ! 動き出すホーディ)                                             | 627                          | 13 мая 2012 года      |
| 548 | Всё королевство в ужасе! Казнь Нептуна! «Ōkoku Gekishin! Nepuchūn Shokei Shirei» (王国激震! ネプチューン処刑指令)                             | 628                          | 20 мая 2012 года      |
| 549 | Раскол! Луффи против Дзимбэя! «Shōjita Kiretsu! Luffy tai Jinbē» (生じた亀裂! ルフィVSジンベエ)                                               | 629                          | 27 мая 2012 года      |
| 550 | С Ходи что-то не так! Настоящая сила энергостероидов! «Hōdi no Ihen - Kyō Yaku no Shin no Chikara!» (ホーディの異変 凶薬の真の力!)            | 629, 630                     | 3 июня 2012 года      |
| 551 | Площадь Мормира! Начало битвы! «Kessen Hajimaru - Gyonkorudo Hiroba» (決戦始まる ギョンコルド広場)                                            | 631                          | 10 июня 2012 года     |
| 552 | Неожиданное признание! Правда об убийстве Отохимэ! «Sōgeki no Kokuhaku - Otohime Ansatsu no Shinjitsu» (衝撃の告白 - オトヒメ暗殺の真実)      | 632                          | 17 июня 2012 года     |
| 553 | Слёзы Сирахоси! Луффи приходит на помощь! «Shirahoshi no Namida! Rufi Tsuini Tōjō» (しらほ し の 涙! ルフィ 遂に 登場)                        | 633                          | 24 июня 2012 года     |
| 554 | Столкновение! Соломенные шляпы против сотни тысяч врагов! «Dai Gekitotsu! Mugiwara Ichimi VS 10 Man no Teki» (大激突! 麦わら一味VS１０万の敵) | 634                          | 1 июля 2012 года      |
| 555 | Смертоносные атаки! В битву вступают Зоро и Санджи! «Ōwaza Sakuretsu! Зоро Санджи Shutsugeki!» (大 技 炸裂! ゾロ · サンジ 出撃!)              | 634, 635                     | 8 июля 2012 года      |
| 556 | Дебют! Секретное оружие Санни! «Hatsu Hirō! Sanī-gō no Himitsu Heiki!» (初披露! サニー号の秘密兵器!)                                          | 634, 635, 636                | 15 июля 2012 года     |
| 557 | Железный пират! Встречайте генерала Фрэнки! «Aian Pairētsu! Furankī Shōgun Tōjō» (鉄の海賊! フランキー将軍登場)                               | 636                          | 29 июля 2012 года     |
| 558 | «Ной» приближается! Остров под угрозой уничтожения! «Noa Sekkin! Gyojin-tō Kaimetsu no Kiki!» (ノア接近! 魚人島壊滅の危機!)                   | 636, 637                     | 5 августа 2012 года   |
| 559 | Скорей, Луффи! Сирахоси в опасности! «Isoge Rufi! Shirahoshi Zettai Zetsumei» (急げルフィ!しらほし絶対絶命)                                   | 638                          | 12 августа 2012 года  |
| 560 | Начало жестокой битвы! Луффи против Ходи! «Gekitō Kaishi! Rufi tai Hōdi!» (激闘開始! ルフィVSホーディ!)                                       | 639                          | 19 августа 2012 года  |
| 561 | Хаотичная битва! Соломенные шляпы против Новых рыболюдей! «Dai-ransen! Ichimi tai Shin Gyojin Kaizokudan!» (大乱戦! 一味VS新魚人海賊団!)      | 640                          | 26 августа 2012 года  |
| 562 | Луффи проигрывает бой? Долгожданная месть Ходи! «Rufi Haiboku!? Hōdi Fukushū no Toki» (ルフィ敗北!? ホーディ復讐の時)                         | 641, 643                     | 2 сентября 2012 года  |
| 563 | Шокирующая правда! Истинная личность Ходи! «Shōgeki no Shinjitsu! Hōdi no Shōtai!» (衝撃の真実! ホーディの正体!)                              | 642, 643, 644                | 9 сентября 2012 года  |
| 564 | С нуля! Просьба, обращённая к Луффи! «Hakushi no jōtai de! Rufi e no jōnetsu-tekina yokubō!» (白紙の状態で！ルフィへの情熱的な欲望！!)        | 642, 644                     | 16 сентября 2012 года |
| 565 | Удар Луффи в полную силу! Взрыв Алого Ястреба! «Rufi Konshin no Ichigeki! Reddo Hōku Sakuretsu» (ルフィ渾身の一撃! 火拳銃炸裂)                | 643, 644, 645                | 23 сентября 2012 года |
| 566 | Конец близок! Решающая битва с Ходи! «Tsui ni Ketchaku! Hōdi Saishū Kessen» (ついに決着! ホーディ最終決戦)                                    | 645, 646                     | 30 сентября 2012 года |
| 567 | Остановись, Ной! Отчаянный Слоновий Гатлинг! «Tomare Noa! Kesshi no Erefanto Gatoringu!» (止まれノア! 決死の象銃乱打!)                        | 645, 647                     | 7 октября 2012 года   |
| 568 | В будущее! Путь к солнцу! «Mirai e! Taiyō e to Tsuzuku Michi!» (未来へ! タイヨウへと続く道!)                                                  | 648                          | 14 октября 2012 года  |
| 569 | Секрет раскрыт! Правда о древнем оружии! «Akasareta Himitsu - Kodai Heiki no Shinjitsu» (明かされた秘密 古代兵器の真実)                       | 649                          | 21 октября 2012 года  |
| 570 | Соломенные шляпы в шоке! Новый глава морского дозора! «Ichimi Kyōgaku! Aratanaru Kaigun Gensui!» (一味驚愕! 新たなる海軍元帥!)                | 650                          | 28 октября 2012 года  |
| 571 | Она любит сладости! Императрица моря Большая Мамочка! «Okashi Daisuki! Yonkō Biggu Mamu» (お菓子大好き! 四皇ビッグマム)                       | 651                          | 4 ноября 2012 года    |
| 572 | Проблемы впереди! Опасность, ждущая в Новом свете! «Zento Tanan - Shin Sekai ni Machiukeru Wana» (前途多難 新世界に待ち受ける罠)              | 652                          | 11 ноября 2012 года   |
| 573 | Время прощаться! Покидая Остров рыболюдей! «Tsui ni Shukkō! Sayonara Gyojin-tō» (ついに出航! さよなら魚人島)                                  | 653                          | 18 ноября 2012 года   |
| 574 | В Новый свет! К последнему морю! «Shin-Sekai e! Saikyō no Umi o Mezashite» (新世界へ! 最強の海をめざして)                                     | 654, 655                     | 25 ноября 2012 года   |

## «Пиратский альянс»

### Амбиции Z (филлер)
| №   | Название серии | Экранизированные главы манги | Премьера             |
| --- | --- | ---------------------------- | -------------------- |
| 575 | Амбиции Зэда! Лили, маленький гигант! «Zetto no Yabō Hen - Chiisana Kyojin Rirī!» (Zの野望編 小さな巨人リリー!)           | Нет (филлер)                 | 2 декабря 2012 года  |
| 576 | Амбиции Зэда! Грозный и могучий враг! «Zetto no Yabō Hen - Nazo no Saikyō Gundan Tōjō!» (Zの野望編 謎の最強軍団登場!)     | Нет (филлер)                 | 9 декабря 2012 года  |
| 577 | Амбиции Зэда! Отчаянный план побега! «Zetto no Yabō Hen - Kesshi no Dai Dasshutsu Sakusen!» (Zの野望編 決死の大脱出作戦!) | Нет (филлер)                 | 16 декабря 2012 года |
| 578 | Амбиции Зэда! Луффи против Сюдзо! «Zetto no Yabō Hen - Rufi tai Shūzo!» (Zの野望編 ルフィVSシューゾ!)                     | Нет (филлер)                 | 23 декабря 2012 года |